# Kraj Drage
Kraj Drage is een plaats in de gemeente Sveta Nedelja in de Kroatische provincie Istrië. De plaats telt 50 inwoners (2001).